# Герб на Кипър
Гербът на Кипър се състои от щит в медно-жълт цвят, обграден от зелени маслинови клонки, вплетени във венец. На щита е изобразен бял гълъб с черно оконтуряване, носещ в човката си зелена маслинова клонка. Под гълъба с черни цифри е изписано 1960.
Медно-жълтият цвят на щита се свързва с известното още от дълбока древност богатство на страната с медна руда. Гълъбът и маслиновият венец символизират мира, а 1960 е годината на обявяване на независимостта на Република Кипър.